# St Mary's Stadium
El St Mary's Stadium es un recinto deportivo ubicado en la ciudad de Southampton, al sur de Inglaterra. Se inauguró el 1 de agosto de 2001, es propiedad del Southampton Football Club y su capacidad es de 32 689 espectadores. El estadio fue nombrado estadio élite (actualmente denominada categoría 4) por la UEFA.

## Historia
Desde la década de 1980, cuando el Southampton estaba en la antigua Football League First Division, se había hablado de trasladar el viejo estadio hacia otro lugar para reemplazar al Estadio The Dell. 
Cuando el Informe Taylor, en 1990, exigía que todos los clubes de Primera y Segunda División tuviesen butacas en todas las ubicaciones, los directores de Southampton inicialmente decidieron remodelar The Dell, pero con todos los asientos el estadio tenía una capacidad para poco más de 15 000.
La construcción se inició en diciembre de 1999 y se terminó a finales de julio de 2001, con el trabajo en el propio estadio y las mejoras a la infraestructura local un costo total de £ 32 millones. Se edificó en las afueras de la ciudad, en un terreno ocupado por un viejo gasómetro en desuso que fue ofrecido por el Ayuntamiento de Southampton.
El primer partido se jugó el 1 de agosto de 2001 contra el RCD Español de Barcelona, siendo victoria de los visitantes por 4-3.

## Instalaciones
El estadio es un estadio completo, con todas las tribunas a la misma altura. Hay dos pantallas grandes en cada extremo que se pueden ver desde cualquier asiento.
El estadio cuenta con cuatro tribunas, que reciben su nombre de las zonas de Southampton a las que se enfrentan. La tribuna principal (este) es la Itchen, con vistas al río Itchen . La tribuna opuesta se llama Kingsland. Detrás de la portería sur se encuentra la Chapel, y al norte, la Northam.
En la parte trasera de las tribunas Chapel, Kingsland y Northam, hay un panel continuo y translúcido diseñado para permitir la entrada de luz al campo. Una gran sección del techo de la tribuna Chapel, en el extremo sur del estadio, también es translúcida por la misma razón.
En la parte trasera de la Tribuna Itchen, hay 42 palcos ejecutivos y una sala de control de policía. La tribuna también alberga las oficinas del club, vestuarios, salas de prensa y suites de hospitalidad corporativa. Las cuatro suites de hospitalidad principales llevan el nombre de algunos de los mejores jugadores de los Saints:
Terry Paine
Mick Channon
Bobby Stokes
Matt Le Tissier
La tribuna Northam alberga a la mayoría de los aficionados más activos. En abril de 2024 se instaló parcialmente un sistema de seguridad para sentarse en la tribuna Northam. La sección de aficionados visitantes también se sentó en esta tribuna hasta la temporada 2023-24, pero ahora se ubica en la esquina de las tribunas Kingsland y Chapel. Los visitantes pueden acceder a hasta 4 250 asientos (el 15 % del aforo) para partidos de copa y hasta 3 200 para partidos de liga.

## Nombre
El nombre oficial del estadio en la inauguración fue Friends Provident St Mary's Stadium. Inicialmente, el club quería que el nombre del estadio se basara exclusivamente en los patrocinadores , pero la presión de la afición influyó en la decisión de incluir un nombre no comercial. En 2006, el nuevo patrocinador Flybe no adquirió los derechos del nombre del estadio, por lo que volvió a llamarse St Mary's Stadium.

## Capacidad
El estadio tiene un aforo de 32 505 espectadores, incluyendo los palcos de prensa y de dirección. Debido a la segregación entre aficionados locales y visitantes en las tribunas Kingsland y Chapel, es improbable que se alcance el aforo completo para un partido oficial.
Todas las tribunas, excepto la de Itchen, se pueden ampliar. En total, esto daría una capacidad aproximada de 50 000 espectadores y costaría una cantidad similar a la que costó la construcción inicial del estadio, que fue de aproximadamente 32 000 000 libras esterlinas.

## La estatua de Ted Bates

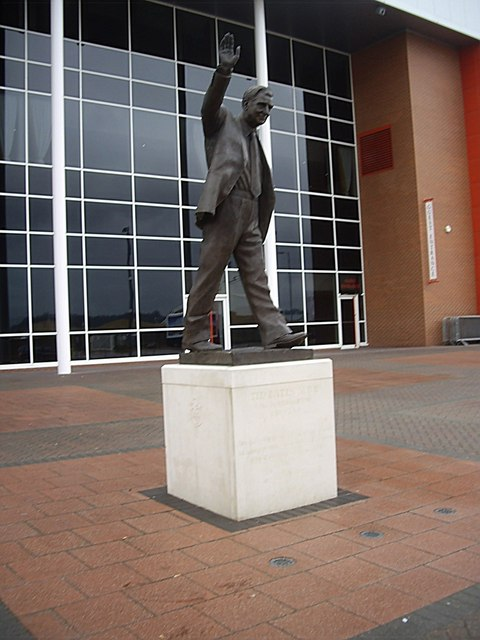
Estatua de Ted Bates (1918–2003)

El 17 de marzo de 2007, se inauguró la estatua de 102 000 libras en memoria de Ted Bates , un jugador clave del club , frente a la tribuna Itchen. Casi de inmediato, la estatua fue ampliamente criticada por la afición por ser desproporcionada y no reflejar fielmente al expresidente del club. La estatua de 3,4 m (11 pies) fue obra del escultor Ian Brennan.
El expresidente Leon Crouch declaró que ayudaría a financiar una obra de reemplazo o reparación, en colaboración con el Ted Bates Trust, que supervisaba la recaudación de fondos, el encargo y la construcción de la estatua. La estatua fue retirada menos de una semana después de su inauguración. La estatua de reemplazo, obra del escultor Sean Hedges-Quinn , se inauguró el 22 de marzo de 2008.

## Partidos internacionales
| 7 de octubre de 2001 Amistoso | Japón                       | 2–2    | Nigeria                                         | Southampton, Inglaterra                                           |  |
| 15:00 BST (UTC+01)            | Yanagisawa 26' · Suzuki 57' | Report | Matsuda 27' (a.g.) · Aghahowa 81' · Ejiofor 87' | Estadio: St Mary's Stadium Asistencia: 11 801 Árbitro: Steve Dunn |  |

| 16 de octubre de 2002 Clasificación Eurocopa 2004 Grupo 7 | Inglaterra                              | 2–2         | Macedonia del Norte       | Southampton, Inglaterra                                                     |  |
| 20:00 BST (UTC+01) Partido 798                            | Beckham 13' · Gerrard 35' · Smith 90+3' | UEFA Report | Šakiri 10' · Trajanov 24' | Estadio: St Mary's Stadium Asistencia: 32 095 Árbitro: Arturo Dauden Ibáñez |  |

| 11 de mayo de 2006 Clasificación Mundial 2007 | Inglaterra Femenina          | 2–0     | Hungría Femenina | Southampton, Inglaterra                                             |  |
|                                               | - Exley 40' - A. Scott 90+1' | Reporte |                  | Estadio: St Mary's Stadium Asistencia: 8 817 Árbitro: Lena Arwedahl |  |

| 5 de febrero de 2008 Clasificación Eurocopa Sub-21 de 2009 | Inglaterra sub-21                                | 3–0    | Irlanda sub-21 | Southampton, Inglaterra                          |  |
| 20:45 CEST                                                 | O'Halloran 59' (o.g.) · Milner 68' · Walcott 78' | Report |                | Estadio: St Mary's Stadium Árbitro: Jouni Hyytiä |  |

| 28 de marzo de 2011 Amistoso | Inglaterra sub-21       | 2–0    | Noruega sub-21 | Southampton, Inglaterra                                               |  |
| Partido 288                  | Sturridge 9' · Rose 40' | Report |                | Estadio: St Mary's Stadium Asistencia: 18 000 Árbitro: Clément Turpin |  |

| 10 de noviembre de 2016 Amistoso | Inglaterra sub-21                    | 3–2    | Italia sub-21                          | Southampton, Inglaterra                                               |  |
| Partido 345                      | Gray 6' · Baker 60' · Stephens 90+3' | Report | Galloway 13' (o.g.) · Di Francesco 28' | Estadio: St Mary's Stadium Asistencia: 11 550 Árbitro: Sandro Schärer |  |

| 6 de abril de 2018 Clasificación Mundial 2019 | Inglaterra Femenina | 0–0     | Gales Femenina | Southampton, Inglaterra                                                 |  |
|                                               |                     | Reporte |                | Estadio: St Mary's Stadium Asistencia: 25 603 Árbitro: Pernilla Larsson |  |

| 10 de septiembre de 2019 Clasificación Eurocopa 2020 | Inglaterra                                                     | 5–3     | Kosovo                           | Southampton, Inglaterra                                             |  |
| 19:45 BST                                            | Sterling 8' · Kane 19' · Vojvoda 38' (a.g.) · Sancho 44, 45+1' | Reporte | Berisha 1, 49' · Muriqi (p.) 55' | Estadio: St Mary's Stadium Asistencia: 31 155 Árbitro: Felix Zwayer |  |

| 17 de septiembre de 2021 Clasificación Mundial 2023 | Inglaterra Femenina                                                                                             | 8–0     | Macedonia del Norte Femenina | Southampton, Inglaterra                                              |  |
| 20:00 (19:00 BST)                                   | - Toone 13' - White 42', 67' (pen.) - Zivikj 45' (a.g.) - England 77', 90' - Kolarovska 79' (a.g.) - Mead 90+1' | Reporte |                              | Estadio: St Mary's Stadium Asistencia: 8 214 Árbitro: María Martínez |  |

| 7 de julio de 2022 Eurocopa 2022 | Noruega Femenina                                                    | 4–1     | Irlanda del Norte Femenina | Southampton, Inglaterra                                               |  |
| 20:00                            | - Blakstad 10' - Maanum 13' - Graham Hansen 31' (pen.) - Reiten 54' | Reporte | - Nelson 49'               | Estadio: St Mary's Stadium Asistencia: 9 146 Árbitro: Lina Lehtovaara |  |

| 11 de julio de 2022 Eurocopa 2022] | Austria Femenina                  | 2–0     | Irlanda del Norte Femenina | Southampton, Inglaterra                                                       |  |
| 17:00                              | - Schiechtl 19' - Naschenweng 88' | Reporte |                            | Estadio: St Mary's Stadium Asistencia: 9 268 Árbitro: Emikar Calderas Barrera |  |

| 15 de julio de 2022 Eurocopa 2022 | Irlanda del Norte Femenina | 0–5 | Inglaterra Femenina                                          | Southampton, Inglaterra                                               |  |
| 20:00                             |                            |     | - Kirby 41' - Mead 45' - Russo 48', 53' - Burrows 76' (a.g.) | Estadio: St Mary's Stadium Asistencia: 30 785 Árbitro: Esther Staubli |  |

## Uso no futbolístico
El estadio también ha acogido estrenos de películas como Casino Royale de 2006 , así como conciertos de Elton John en 2005 y Bon Jovi en 2006. Hubo un homenaje a Elvis Presley en agosto de 2007 y el aficionado del Southampton Craig David tocó en St Mary's el 25 de octubre de 2007, aunque ninguno en la tribuna principal del estadio. Bon Jovi regresó a St Mary's el 11 de junio de 2008. y el 6 de junio de 2017 Robbie Williams realizó la gira The Heavy Entertainment Show Tour . El 29 de mayo de 2018, The Rolling Stones actuaron en el estadio como parte de su No Filter Tour . Junto con el Ricoh Arena de Coventry , St Mary's fue el recinto más pequeño de la etapa británica de la gira. El 30 de mayo de 2022, el St Marys Stadium recibió a The Killers. Take That actuó en el estadio desde el 1 de junio de 2024 durante dos noches como parte de su gira This Life On Tour.
St Mary's fue una de las 17 sedes preseleccionadas para su uso en la Copa Mundial de Rugby de 2015, pero no fue seleccionada para la lista final.